# Blue Moon (canção)
"Blue Moon" é uma música popular composta por Richard Rodgers e Lorenz Hart em 1934. Pode ser a primeira instância da familiar "progressão de 50" como uma canção popular e que se tornou o padrão para baladas. A canção foi um sucesso duas vezes em 1949, sendo regravadas por Billy Eckstine e Mel Tormé.
Em 1961, "Blue Moon" tinha se tornado um sucesso internacional, sendo regravada pelo grupo The Marcels, que chegou ao topo da Billboard 100 e da UK Singles Chart. Ao longo dos anos, "Blue Moon" teve covers de vários artistas, incluindo versões por Frank Sinatra, Ray Stevens, Billie Holiday, Amália Rodrigues, Elvis Presley, Sam Cooke, The Platters, The Mavericks, Dean Martin, Yvonne De Carlo, The Supremes, Cyndi Lauper, Bob Dylan, Beady Eye, Beck e Rod Stewart. Bing Crosby incluiu a canção no seu álbum de sucessos On the Happy Side (1962). Também serve como o hino do clube do Manchester City durante a Premier League.